# Tertnes IL

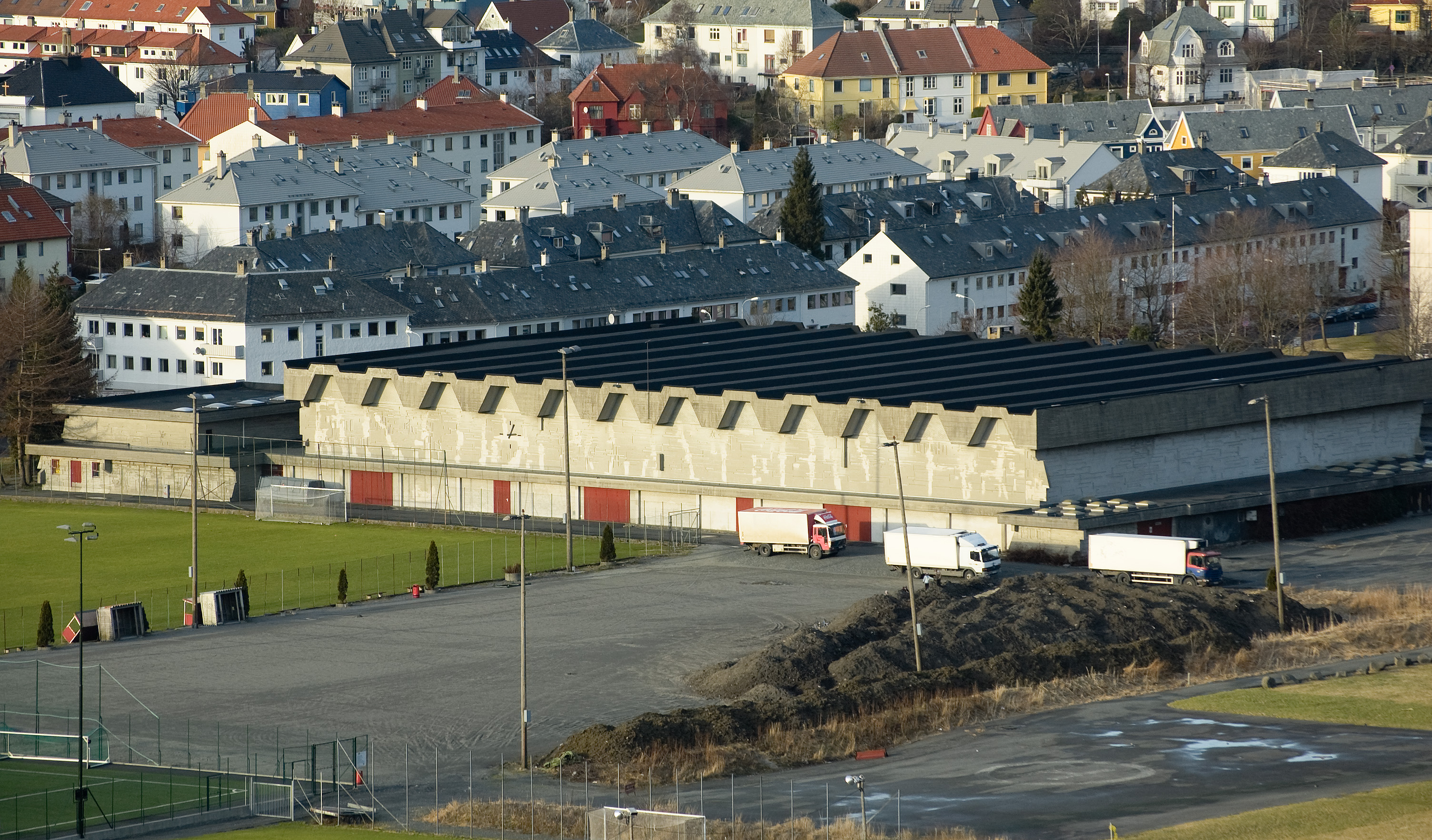
Haukelandshallen, installation sportive intérieure à Bergen.

Le Tertnes Idrettslag (ou Tertnes IL) est un club sportif norvégien basé à Bergen. Il est principalement connu pour sa section de handball féminin, qui évolue au plus haut niveau national, le Tertnes Bergen, anciennement Tertnes Handbal Elite.

## Palmarès
compétitions internationales
- finaliste de la coupe EHF en 2000
- demi-finaliste de la coupe d'Europe des vainqueurs de coupe en 2005

## Joueuses historiques
- Isabel Blanco
- Mette Davidsen
- Linn Gossé
- Kjersti Grini
- Kari-Anne Henriksen
- Mia Hundvin
- Janne Kolling
- Cecilie Leganger
- Mette Ommundsen
- Terese Pedersen
- Hege Anett Pettersson
- Marianne Rokne
- Stine Skogrand
- Renate Urne
- Monica Vik Hansen
- Hege Christin Vikebø